# Dobropillea, Borzna
Dobropillea (în ucraineană Добропілля) este un sat în comuna Holovenkî din raionul Borzna, regiunea Cernihiv, Ucraina.

## Demografie
Componența lingvistică a localității Dobropillea
     Ucraineană (98,11%)
     Rusă (1,89%)
Conform recensământului din 2001, majoritatea populației localității Dobropillea era vorbitoare de ucraineană (98,11%), existând în minoritate și vorbitori de rusă (1,89%).